# Omid Norouzi
Omid Norouzi (in persiano امید نوروزی‎; Shiraz, 18 febbraio 1986) è un lottatore iraniano, specializzato nella lotta greco-romana, campione olimpico nel torneo dei 60 kg a Londra 2012.

## Biografia

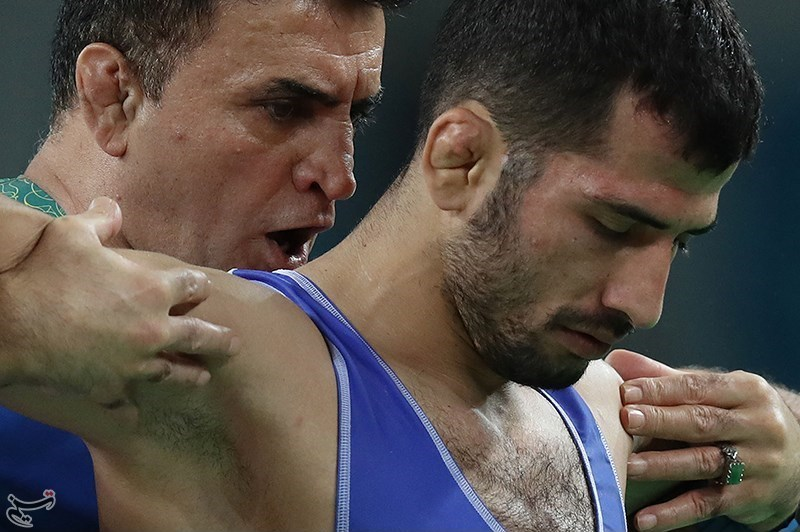
Omid Norouzi ai Giochi olimpici di.

Si è laureato campione iridato ai mondiali di Istanbul 2011 nei -60 kg, dove ha btturo il kazako Almat Kebispayev in finale.
Ha rappresentato l'Iran ai Giochi olimpici estivi di Londra 2012 dove ha vinto la medaglia d'oro nel torneo dei pesi piuma, sconfiggendo nell'ordine il cinese Sheng Jiang, il bulgaro Ivo Angelov, il kazako Almat Kebispayev, il giapponese Ryutaro Matsumoto e il georgiano Revaz Lashkhi in finale.
Ai mondiali di Tashkent 2014 ha conquistato l'argento iridato, dopo essere rimasto sconfitto in finale contro il serbo Davor Štefanek nei 66 kg.
Ha fatto la sua seconda apparizione olimpica a Rio de Janeiro 2016 in cui è rimasto sconfitto ai quarti contro il georgiano Šmagi Bolkvadze nel torneo dei pesi welter.
Al termine dei Giochi olimpici si è ritirato dalle competizioni internazionali.

## Palmarès
- Giochi olimpici

Londra 2012: oro nella categoria fino a 60 kg.
- Mondiali

Istanbul 2011: oro nei -60 kg.
Tashkent 2014: argento nei -66 kg.
- Giochi asiatici

Canton 2010: oro nei -60 kg.
- Giochi mondiali militari

Mungyeong 2015: bronzo nei -66 kg.